# Intégrine béta 2
En biologie moléculaire, CD18 (chaîne bêta-2 intégrine) est une intégrine chaîne bêta protéine qui est codée par le gène ITGB2 chez l'homme. Lors de la liaison avec l'une des nombreuses chaînes alpha, CD18 est capable de former de multiples hétérodimères, qui jouent un rôle important dans l'adhésion cellulaire et la signalisation à la surface cellulaire, ainsi que dans la réponse immunitaire,. Le CD18 existe également sous des formes solubles liant le ligand. Des déficiences dans l'expression de CD18 peuvent entraîner des défauts d'adhésion dans les globules blancs en circulation chez l'homme, ce qui réduit la capacité du système immunitaire à lutter contre les envahisseurs étrangers.

## Caractéristiques

### Fonctions moléculaires
Activité des récepteurs, liaison au complexe protéique, liaison aux ions métalliques, liaison à la glycoprotéine, liaison aux protéine, activité d'hétéro-dimérisation des protéines, activité des récepteurs ICAM-3, liaison aux protéines kinases, adhésion cellulaire aux molécules de liaison, liaison aux protéines de choc thermique, activité des récepteurs de signalisation.

### Composants cellulaires
Composant intégral de la membrane, vésicule extracellulaire, complexe intégrine alphaL-bêta2, membrane, membrane plasmique, complexe récepteur, surface cellulaire, complexe intégrine, exosome extracellulaire, membrane granulaire spécifique, membrane granulaire tertiaire, membrane granulaire riche en ficoline-1.

### Processus biologiques impliqués
Adhésion cellule-leucocyte, adhésion cellule-organisme uni-cellulaire, différenciation cellulaire endodermique, voie de signalisation du récepteur TLR4, régulation positive du processus de synthèse de l'oxyde nitrique, adhésion hétérotypique entre cellules, signalisation inter-cellulaire, vieillissement, internalisation des récepteurs, migration leucocytaire impliquée dans la réponse inflammatoire, activation des cellules NK, réponse cellulaire au stimulus particulaire des LDL, organisation de la matrice extracellulaire, regroupement des récepteurs, régulation positive de l'angiogenèse, chimiotaxie des neutrophiles, adhésion cellulaire, régulation positive de l'activité du facteur de transcription NF-kappaB, régulation de la forme des cellules, régulation de la réponse immunitaire, extravasation cellulaire, voie de signalisation médiée par les intégrines, adhésion cellule-matrice, réponse inflammatoire, migration des cellules endothéliales, migration des leucocytes, régulation de la phosphorylation des peptidyl-tyrosine, apoptose, phagocytose, dégranulation des neutrophiles.

## Structure et la fonction
Le produit protéique ITGB2 est le CD18.  Les intégrines sont des protéines intégrales de surface cellulaire composées d'une chaîne alpha et d'une chaîne bêta. Elles sont essentielles pour que les cellules puissent se lier efficacement à la matrice extracellulaire.  Ceci est particulièrement important pour les neutrophiles, l'adhésion des cellules jouant un rôle important dans l'extravasation des vaisseaux sanguins.  Une chaîne donnée peut se combiner avec plusieurs partenaires, ce qui donne différentes intégrines. 
Les partenaires de liaison connus de CD18 sont CD11a, CD11b, CD11c et CD11d. La liaison de CD18 et CD11 a pour résultat la formation de l'antigène associé aux fonctions lymphocytes 1 ( LFA-1 )  une protéine présente sur les cellules B , tous les cellules T , les macrophages, les neutrophiles et les cellules NK.  LFA-1 est impliqué dans l'adhésion et la liaison aux cellules présentatrices d'antigène par le biais d'interactions avec la protéine de surface ICAM-1. 
La liaison de CD18 et CD11b-d entraîne la formation de récepteurs du complément (par exemple le récepteur d’antigène macrophage-1, Mac-1, lorsqu'il est lié à CD11b) sont des protéines largement présentes dans les neutrophiles, les macrophages et les cellules NK. Ces récepteurs du complément participent à la réponse immunitaire innée en reconnaissant les peptides antigènes étrangers et en les phagocytant, détruisant ainsi l'antigène. 

## Signification clinique
Chez l'homme, le manque de CD18 fonctionnel provoque un déficit d'adhérence des leucocytes, une maladie définie par un manque d'extravasation des leucocytes du sang dans les tissus, ce qui empêche les leucocytes en circulation de réagir aux corps étrangers présents dans les tissus. Cela réduit par la suite la capacité du système immunitaire à lutter contre l'infection, ce qui le rend plus susceptible aux infections étrangères que ceux dotés de protéines CD18 fonctionnelles.  Les intégrines bêta 2 ont également été trouvées sous une forme soluble, ce qui signifie qu'elles ne sont pas ancrées dans la membrane plasmique de la cellule, mais qu'elles existent à l'extérieur de la cellule dans le plasma et qu'elles sont capables de se lier au ligand. Les intégrines bêta-2 solubles se lient au ligand et les taux plasmatiques sont inversement associés à l'activité de la maladie dans la spondylarthrite de maladie auto-immune.

## Interactions
CD18 a été montré pour interagir avec :
- FHL2[12] ;
- GNB2L1[13] ;
- ICAM-1[14],[15],[16] ;
- PSCD1[17],[18] ;
- FHL2[12] ;
- GNB2L1[13] ;
- ICAM-1[14],[15],[16] ;
- PSCD1.